# 丁祖荣
丁祖荣（1962年2月—），男，汉族，安徽无为人，1985年7月加入中国共产党，中华人民共和国政治人物。

## 生平
1985年7月毕业于安徽师范大学中文系中文专业。历任弋矶山医院党办秘书，皖南医学院党办、院办副科级、正科级秘书。1991年调入芜湖市委工作，历任芜湖市委政研室经济调研科正科级秘书，芜湖市委办公室正科级秘书，芜湖市委办公室（厅）副主任，芜湖市委副秘书长、市委办公厅调研员。2000年11月，任芜湖市新芜区委副书记、区政府区长。2003年3月，任芜湖市政府秘书长、办公室主任。2006年3月，兼任芜湖经济技术开发区管委会副主任。
2006年12月，任芜湖市委常委、市委秘书长。2011年6月，任芜湖市委常委、市政府党组副书记、常务副市长。2013年9月，任安徽省援疆干部领队、省援疆指挥部临时党委书记、指挥长，新疆和田地委副书记。2015年2月确定为正市级。2017年6月，辞去芜湖市副市长职务。同年7月，当选芜湖市第十五届人民代表大会常务委员会副主任。2022年1月，当选芜湖市十七届人大常委会主任。